# Bagunte, Ferreiró, Outeiro Maior e Parada
Bagunte, Ferreiró, Outeiro Maior e Parada (oficialmente: União das Freguesias de Bagunte, Ferreiró, Outeiro Maior e Parada) é uma freguesia portuguesa do município de Vila do Conde, com 21,86 km² de área e 2662 habitantes (censo de 2021). A sua densidade populacional é 121,8 hab./km².

## História
Foi constituída em 2013, no âmbito de uma reforma administrativa nacional, pela agregação das antigas freguesias de Bagunte, Ferreiró, Outeiro Maior e de Parada.

## Demografia
A população registada nos censos foi:
| Distribuição da População por Grupos Etários | Distribuição da População por Grupos Etários | Distribuição da População por Grupos Etários | Distribuição da População por Grupos Etários | Distribuição da População por Grupos Etários | Distribuição da População por Grupos Etários |
| -------------------------------------------- | -------------------------------------------- | -------------------------------------------- | -------------------------------------------- | -------------------------------------------- | -------------------------------------------- |
| Antes da agregação                           |                                              |                                              |                                              |                                              |                                              |
| Ano                                          | 0-14 anos                                    | 15-24 anos                                   | 25-64 anos                                   | >= 65 anos                                   | Total                                        |
| 2001                                         | 586                                          | 485                                          | 1598                                         | 396                                          | 3065                                         |
| 2011                                         | 473                                          | 343                                          | 1582                                         | 450                                          | 2848                                         |
| Após a agregação                             |                                              |                                              |                                              |                                              |                                              |
| Ano                                          | 0-14 anos                                    | 15-24 anos                                   | 25-64 anos                                   | >= 65 anos                                   | Total                                        |
| 2021                                         | 312                                          | 314                                          | 1454                                         | 582                                          | 2662                                         |

## Património
- Cividade de Bagunte
- Paço do Casal dos Cavaleiros
- Castro de Santa Marinha de Ferreiró
- Azenhas do Ave (Ferreiró)
- Igreja de Santo André de Parada
- Ponte de D. Sameiro
- Igreja Paroquial de Bagunte
- Capela da Senhora das Neves
- Igreja da Santissima Trinidade
- Igreja paroquial de Ferreiró